# Se sei vivo spara
Se sei vivo spara (estrenada en castellà com Oro maldito i en anglès com Django Kill... If You Live, Shoot! és un inusual spaghetti western dirigit pel director italià Giulio Questi, en 1967 que té tints de pel·lícula de terror i drama. És protagonitzada per Tomás Milián.

## Argument
Una banda formada per Barney, Oaks, cinc mexicans i uns quants estatunidencs s'ha apoderat d'un gran carregament d'or. Però l'ambició fa que Oaks i els estatunidencs matin Barney i els mexicans. Però Barney no mor; la bala és detinguda per la bosseta d'or que portava. Amb aquest or, decideix fabricar bales que després usarà contra tots els que el van trair.

## Repartiment
- Tomas Milian - L'estranger
- Marilù Tolo - Flory
- Roberto Camardiel - Sorrow
- Paco Sanz - Alderman
- Milo Quesada - Bill Templer
- Piero Lulli - Oaks
- Ray Lovelock - Evan Templer
- Patrizia Valturri - Elizabeth Alderman
- Miguel Serrano – Indi
- Ángel Silva – Indi
- Sancho Gracia - Willy
- Mirella Pamphili – Dona de la vila
- Lars Bloch - Oaks Henchman
- Frank Braña – Home de la vila
- Gene Collins - Collins (uncredited)
- Rafael Hernández - Richie
- Herman Reynoso – Home de la ciutat

## Estil
Fou descrita per l'historiador de cinema Howard Hughes com a "difícil de classificar", jaque aplega característiques del western, cinema de terror, i cinema gore, que la descriuen com "el western italià més estrany". És ben conegut per la violència surrealista i per l'edició psicodèlica de Franco "Kim" Arcalli. Phil Hardy la defineix com "el spaghetti western més brutalment violent fet mai". Describint la pel·lícula, Christopher Frayling diu que "a violència era d'una espècie extraordinàriament salvatge". Antonio Bruschini escriu que "aquesta pel·lícula és el primer western que ofereix una mostra d'escenes veritablement horrendes". Marco Giusti defineix la pel·lícula com la més violenta i estranya que s'hagi filmat a Itàlia.

## Estrena
Se sei vivo spara fou exhibida a Itàlia el gener de 1967 i fou retirada al cap d'una setmana. Aleshores la pel·lícula fou tallada dels 117 minuts inicials als 95 minuts finals. Fou estrenada com a Oro Maldito a Espanya i fou reeditada com a Oro Hondo en una reedició italiana i sota el nom alternatiu de Gringo Uccidi! a Itàlia.